# Jörg Dietrich
Jörg Dietrich (* 1978 in Nordhausen) ist ein deutscher Fotograf. Schwerpunkt seiner fotografischen Arbeit ist die multi-perspektivische Ansicht kompletter Straßenzüge.

## Leben
Dietrich machte sein Abitur in Werdau. Er absolvierte ein Studium in Naturwissenschaft an der Universität Bayreuth, Imperial College London und Universität Leipzig und erlangte 2005 sein Diplom am Helmholtz-Zentrum für Umweltforschung – UFZ. 2010 gründete Dietrich das Architekturfotografie-Archiv PanoramaStreetline, welches sich auf die Erstellung multi-perspektivischer Stadtansichten spezialisiert hat. Dafür führte er den Begriff Streetline als Kombination aus streetview und skyline ein.
Dietrich lebt und arbeitet in Leipzig.

## Projekte

### PanoramaStreetline
Dietrich dokumentiert mit linearisierten Abwicklungen ganzer Straßenzüge (Streetlines) die architektonischen, gesellschaftlichen und zeitlichen Zusammenhänge der gebauten Stadt und ihrer Baukultur. Aus diesem Archivmaterial entstehen Ausstellungsprojekte zu städtischen oder architekturbezogenen Themen, wie Partnerstädte, Industriearchitektur oder Bahnhofsgebäude. Zu diesen Projekten zählten Beiträge zum Jahr der Industriekultur in Sachsen 2020, zum Deutschlandjahr USA der Goethe-Institute 2019 und zur Fußball-Europameisterschaft 2024. Von der fotografischen Herangehensweise her sind seine Arbeiten multi-perspektivische Panoramen, sie entstehen in einer Aufnahmeserie entlang einer Gebäude-, Straßen-, oder Platzfront.

## Werke (Auswahl)
- Jörg Dietrich: Panorama des Leipziger Rings 1850 / 2015. 1. Auflage. Lehmstedt Verlag, Leipzig 2015, ISBN 978-3-95797-011-4.

## Ausstellungen
- 2013: Gruppenausstellung Leipzig Young Contemporary, Leipzig
- 2015: Der Leipziger Ring damals und heute 1850 | 2015, Leipzig[4]
- 2015: Gruppenausstellung | „Patterns of Living“, Picture This Gallery, Hongkong
- 2018: Die Straßen Lyons – Les rues de Leipzig, Leipzig Hauptbahnhof
- 2018: Die Straßen von Marseille – Les rues de Hambourg, Rathaus Hamburg, Marseille[5]
- 2019: Germany Street Fronts, Goethe Institute Seattle, Houston, Kansas-City[6][7]
- 2020: Industrie.Kultur.Bauten, Leipzig Hauptbahnhof[8]
- 2020: Industrie.Stadt.Bild, Innenstädte Zwickau Plauen Glauchau Crimmitschau Reichenbach im Vogtland
- 2022: Tore zur Welt – Bahnhöfe in Sachsen, Sächsisches Eisenbahnmuseum Chemnitz[9]
- 2023: Stadt.Bild.Aue, Innenstadt Aue-Bad Schlema[10]
- 2023: Augen auf ibug, Tuchfabrik Werdau
- 2024: Klein Stadt Schau Werdau, Tuchfabrik Werdau[11]
- 2024: Stadion|Fassade, Leipzig Hauptbahnhof[2][12]